# Aleochara elisabethae

Aleochara elisabethae  (лат.) — вид коротконадкрылых жуков из подсемейства Aleocharinae. Канада.

## Распространение
Встречается в провинции Саскачеван (Канада).

## Описание
Мелкие коротконадкрылые жуки, длина тела 3,8 — 4,3 мм. Голова и брюшко тёмно-коричневые (почти чёрные), пронотум, усики, ноги и надкрылья оранжевые. Тело плотно микроскульптированное. Усики 11-члениковые. Передние, средние и задние лапки 5-члениковые (формула 5-5-5). Нижнечелюстные щупики состоят из 4 члеников (с 5-м псевдосегментом), а нижнегубные — из 3 (с 4-м псевдосегментом). Активны в августе. Обнаружены на мёртвом суслике на песчаной дюне. Видовое название дано в честь Элизабет Готье (Dr. Élisabeth Gauthier; Laurentian Forestry Centre, Онтарио, Канада) за помощь в работе. От близких видов подрода Echochara отличается сильно поперечным пронотумом оранжевого цвета (у других он чёрный или тёмно-коричневый) и строением гениталий. Вид был впервые описан в 2016 году канадскими энтомологами Яном Климашевским (Jan Klimaszewski; Laurentian Forestry Centre, Онтарио, Канада) и Дэвидом Ларсоном (David J. Larson).